# Тисуль (Тяжинский район)
Тисуль — село в Тяжинском районе Кемеровской области. Входит в состав Тисульского сельского поселения.

## География
Центральная часть населённого пункта расположена на высоте 219 метров над уровнем моря.

## Население
По данным Всероссийской переписи населения 2010 года, в селе Тисуль проживает 770 человек (379 мужчин, 391 женщина).